# デイヴィッド・ヘンショウ

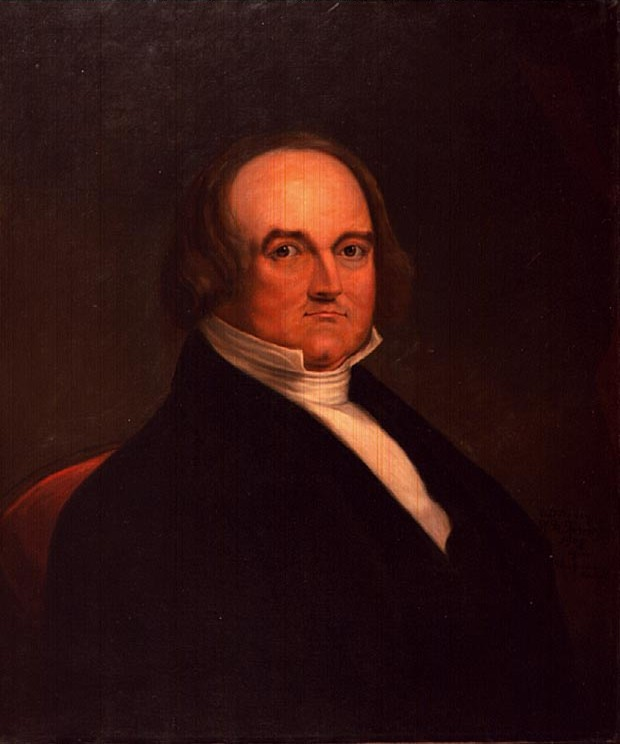
デイヴィッド・ヘンショウ

デイヴィッド・ヘンショウ（David Henshaw, 1791年4月2日 - 1852年11月11日）は、アメリカ合衆国の政治家。1843年から1844年まで、第14代アメリカ合衆国海軍長官を務めた。

## 生涯
1791年、デイヴィッド・ヘンショウはマサチューセッツ州レスターにおいて、大陸軍連隊長デイヴィッド・ヘンショウ (David Henshaw, 1744-1808) とその妻メアリー・サージェント (Mary Sargent, 1755-1831) の息子として生まれた。ヘンショウはボストンの薬剤師の下で見習いとなった後、科学を勉強し、また複数の言語を学習し、1814年に薬局を開業した。ヘンショウは薬剤師として成功を収め、獲得した財をもとに金融や交通の分野にも参入した。
1820年代、ヘンショウは関心を政治の世界へと移し、民主党に入党した。ヘンショウは1826年にマサチューセッツ州上院議員に選任され、その後1828年には連邦議会の下院議員選挙にも出馬したが敗北した。1829年、ヘンショウはアンドリュー・ジャクソン大統領からボストンの税関長に任命された。ヘンショウはその後10年近くにわたって同職を務めたが、1837年恐慌[:en]が発生するとヘンショウはその職を追われた。ジャクソン大統領はヘンショウの留任の根回しをしたが、結局1838年に税関長を退いた。また同時期にヘンショウの事業も破綻したが、間もなくマサチューセッツ州民主党の設立者の1人として、また同党におけるボストン出身者による派閥の長として、政治的地位を回復した。
1841年、ヘンショウはジョン・タイラー政権の閣内対立に際し、タイラー大統領の支持に回った。タイラー大統領はヘンショウの支持に報いるため、1843年7月に海軍長官のポストを与えた。このとき連邦議会は休会中であったため、タイラー大統領は休会任命によってヘンショウを海軍長官に任命した。同年12月、第28回合衆国議会が開会し、ヘンショウの海軍長官就任についての審議がなされた。だが上院はヘンショウを海軍長官として承認することを拒否したため、ヘンショウは翌1844年2月に海軍長官を退いた。
ヘンショウは海軍長官として、造船問題への対応、重要な遠洋航海を指揮する上官の選任、海軍造船所における物資の備蓄、海軍兵学校の設立などを行った。
海軍長官退任後、ヘンショウはマサチューセッツ州へと帰郷し、民主党のリーダーとなった。そして1852年、ヘンショウはマサチューセッツ州レスターにおいて死去した。ヘンショウは生涯独身であり、子供はいなかった。
ヘンショウの死後、その功績が称えられ、アメリカ海軍において駆逐艦ヘンショウにその名が付けられた。